# Фомин, Виталий Васильевич
Вита́лий Васи́льевич Фоми́н (27 июня 1930, Свердловск — 16 ноября 2015, Екатеринбург) — советский и российский педиатр, доктор медицинских наук, профессор Уральского медицинского университета, заслуженный деятель науки Российской Федерации, почётный гражданин Екатеринбурга.

## Биография
В 1955 году окончил педиатрический факультет Свердловского медицинского института. Работал три года в участковой больнице Режевского района. Затем пришел врачом-ординатором в детскую инфекционную больницу № 4, в отделение полиомиелита. Молодого специалиста заметили, и он был приглашен на кафедру детских инфекционных болезней в качестве ассистента.
С 1971 по 2006 год — заведующий кафедрой детских инфекционных болезней в Свердловском медицинском институте.
С 1978 по 1983 год — декан педиатрического факультета, а с 1983 по 1993 год — проректор по научной работе.
Автор более 200 научных работ в том числе 6 монографий, а также учебных пособий по детским инфекционным болезням. 
Скончался 16 ноября 2015 года в Екатеринбурге. Похоронен на Широкореченском кладбище.

## Премии и награды
- Заслуженный деятель науки Российской Федерации[1].
- Лауреат премии профессионального признания «Медицинский Олимп» в номинации «За вклад в развитие здравоохранения города Екатеринбурга»[1].
- Премия имени В. Н. Татищева и В. И. де Геннина (1999) — за работу «Клинико-иммунологическая оценка состояния здоровья детей города Екатеринбурга и Уральского региона»[1].
- Почётный знак «За заслуги перед городом Екатеринбургом» (2013)[1].
- Почётный гражданин Екатеринбурга[3][1].
- Почётное звание «Основатель научной школы».